# Gran Occident de França
La Ligue antisémitique de France (LAF) (en català, Lliga antisemita de França), rebatejada com a Grand Occident de France (GOF) (en català, Gran Occident de França) per l'anti-maçoneria el 1899, és una entitat socio-política antisemita francesa fundada el 1897 i dirigida pel periodista i activista Jules Guérin.

## Història

### Orígens
La Ligue antisémitique de France (LAF) es presenta com la continuació de la Ligue nationale anti-sémitiqu de France (Lliga nacional antisemita de França), presidida pel periodista i polític Édouard Drumont, i activa entre els anys 1889 i 1892. Aquesta primera lliga va haver de cessar gairebé tota la seva activitat després del 1890, Drumont havia perdut molt ràpidament l'interès per l'entitat en favor de l'escriptura de les seves obres i, després, en favor de la publicació del seu propi diari, La Libre Parole, fundat el 1892.
| |  |
| Jules Guérin, delegat general de la lliga, i Édouard Drumont, president honorari de la lliga fins al 1901. |  |

Membre d'aquesta primera lliga, col·laborador de La Libre Parole i figura essencial del grup d'activistes antisemites format al voltant del marquès de Morès, Jules Guérin va decidir rellançar la lliga, o més aviat fundar-ne una nova versió, després de la mort del Marquès, ocorregut el juny del 1896 .
Els primers signes d'activitat d'aquesta nova lliga antisemita es van informar sense entusiasme a La Libre Parole, el gener i febrer del 1897 . Malgrat que fou nomenat president honorari de la lliga , Drumont va desconfiar d'aquesta iniciativa, que corria el risc caure en mans d'en Jules Guérin, que s'havia auto-proclamat "oficial executiu» de la mateixa  .

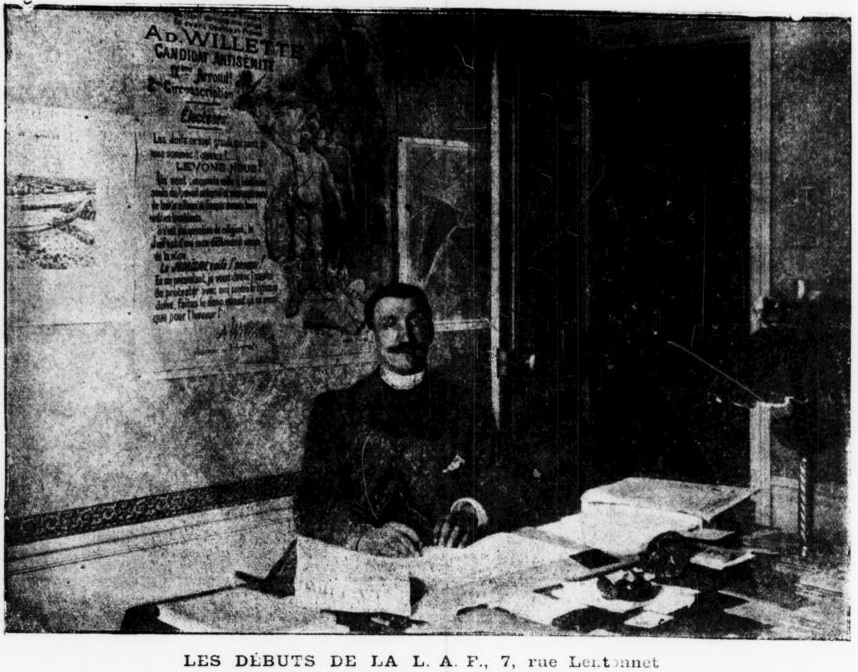
Les primeres oficines de la LAF, al núero 7 de la rue Lentonnet (1897-1898). Guérin posa davant del cartell antisemita dibuixat per Willette per a la candidatura d'aquest últim a les eleccions legislatives de París (1889).

La seu de la lliga es va instal·lar primer al número 7 la rue Alphonse-Poitevin (anomenat carrer Lentonnet uns mesos més tard).

### Membres
Sovint s'ha sobrevalorat el nombre de membres de la LAF, sobretot a partir de les xifres enganyoses presentades per en Guérin, que va anunciar 11.000 membres, el juliol de 1897 , i després 40.000, el març 1899 .
En realitat, només hi havia 384 adherits l'abril del 1897 i l'historiador Bertrand Joly estima que la LAF mai va tenir més de 2.700 membres, dels quals 1.500 eren a París  . Aquestes estimacions només s'apliquen al moment àlgid de l'agitació antisemita, que va prouir-se arran de l'afer Dreyfus, entre els anys 1898 i 1899.
En canvi, a partir de 1900, la policia va registrar menys d'un miler de membres, un terç dels quals es trobaven a París i els seus suburbis. Fora de la capital, on Guérin lluitava per mobilitzar més de cinquanta persones alhora, les seccions provincials sempre havien estat menys de vint, la majoria de vegades amb un nombre força baix de membres i una activitat molt efímera  .
Més enllà de l'aspecte quantitatiu, també cal destacar la problemàtica qualitativa d'aquestes xifres, essent els informadors, sovint agents policials membres de la lliga. El mateix Guérin, més motivat per l'atractiu del guany que per la “causa" antisemita, és fortament sospitós d'haver col·laborat en secret amb les autoritats per obtenir un benefici econòmic  .

### Finançament realista

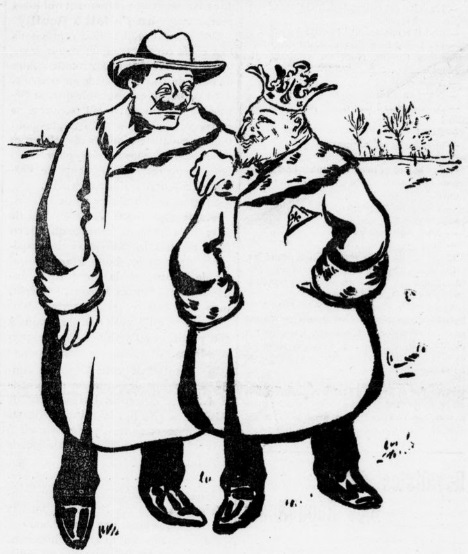
Caricatura de Guérin i Philippe d'Orléans publicada el 21 de desembre del 1902 a La Croisade antijuive, setmanari anti-Guérin fundat per antics lliguers, probablement Magúncia i Otto.

Després d'haver mantingut alguns vincles amb diverses organitzacions, i en particular amb la Unió Nationale de l'Abbé Garnier, la LAF va centrar-se, a partir del 1898, en als cercles reialistes, que disposaven d'abundants recursos, llavors gestionats per Eugène de Lur-Saluces i Fernand de Ramel. El juliol de 1898, Guérin es va reunir amb el pretendent reialista, Philippe d'Orléans, a Marienbad. Acabada l'entrevista, s'acordà que els reialistes pagarien, a través d'André Buffet i Ludovic Robinet de Plas, una suma inicial de 300.000 francs per a la LAF. Guérin també es beneficià de la generositat d'altres figures monàrquiques. En total, va rebre prop d'1,2 milions de francs, entre els anys 1898 i 1904  ,.
Enlluernats per Guérin, que va exagerar descaradament la influència de la seva lliga, els reialistes van buscar reconnectar-se amb les masses a través de l'antisemitisme  ,  . L'any 1904 o 1905, un o dos anys després de la desaparició de la lliga, el pretendent, desenganyat, va deixar de finançar Guérin  .
Malgrat que Guérin desviava bona part aquestes subvencions en benefici propi, una altra part dels diners reialistes va permetre a la lliga disposar d'un mitjà de premsa, el setmanari L'Antijuif, fundat l' agost de 1898. Primer traslladat al número 56 de la rue de Rochechouart, el juliol de 1898 , es va instal·lar finalment a la seu de la lliga, el 6 de juny del 1899, al número 51 de la rue de Chabrol, en un edifici adquirit el març anterior i transformat en una autèntica fortalesa  .

### Activitats

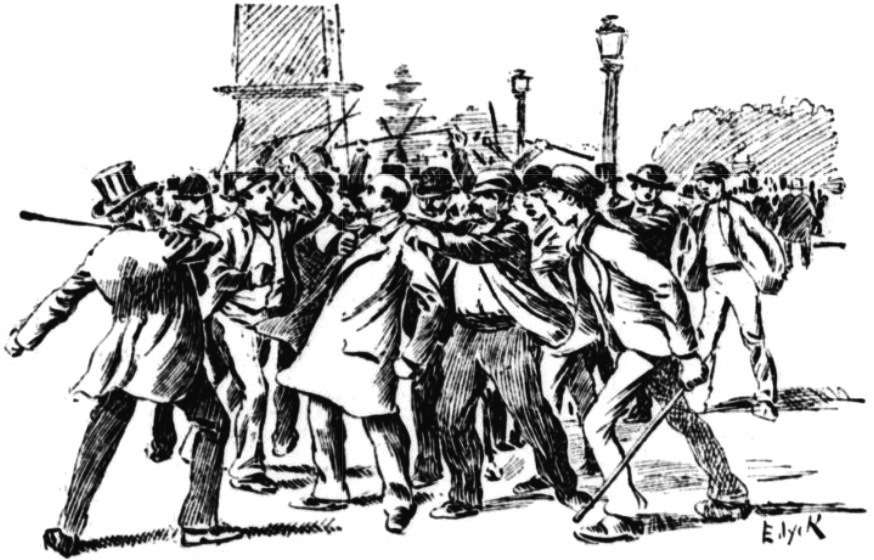
Manifestants de la LAF ataquen el comissari Maurice Leproust (il·lustració d' Edyck per a Le Petit Bleu de París, del 26 d'octobre del 1898).

L'activitat del LAF consistia en reunions, conferències i manifestacions al carrer. En algunes protestes seves es van viure episodis de violència, com durant la manifestació del 25 d'octobre del 1898, a la Plaça de la Concòrdia, on es va agredir al comissari de policia Maurice Leproust. Petits grups satèl·lits, com el Cercle Antisemita d'Estudis Socials, dirigit per Daniel Kimon, i l'Associació Francesa per a l'Organització del Treball Nacional, van gravitar al voltant de la lliga i també van organitzar algunes reunions  .
En el punt àlgid de l'agitació anti-Dreyfus, a finals del 1898 i principis del 1899, Guérin va participar en les reunions que van desembocar, el 23 février del 1899, en un intent de cop d'estat, liderat per Paul Déroulède, líder de la Lliga dels Patriotes. Malgrat que durant aquest esdeveniment, els homes de la LAF només eren una trentena i es van mantenir relativament passius  , els locals de la lliga i els habitatges d'alguns dels seus membres van ser escorcollats per la policia durant els dies següents.

### De la LAF al GOF
Com a reacció a aquests escorcolls policials, la LAF va penjar un cartell a la seva seu amb el títol de “Gran Occident de França, ritu anti-jueu" (GOF), ridiculitzant així el nom del Gran Orient de França, principal entitat de la maçoneria a França, i denunciant la pertinença de la majoria de governants del país a la franc-maçoneria. Per als membres de la LAF, la maçoneria és una organització creada per "convertir-se en l'instrument del jueu cosmopolita que conspira obertament contra la seguretat del país". Aquest nou nom també va pretendre establir un paral·lelisme entre la lliga, acusada d'infringir la llei d'associacions, i les lògies maçòniques, tolerades per les autoritats .

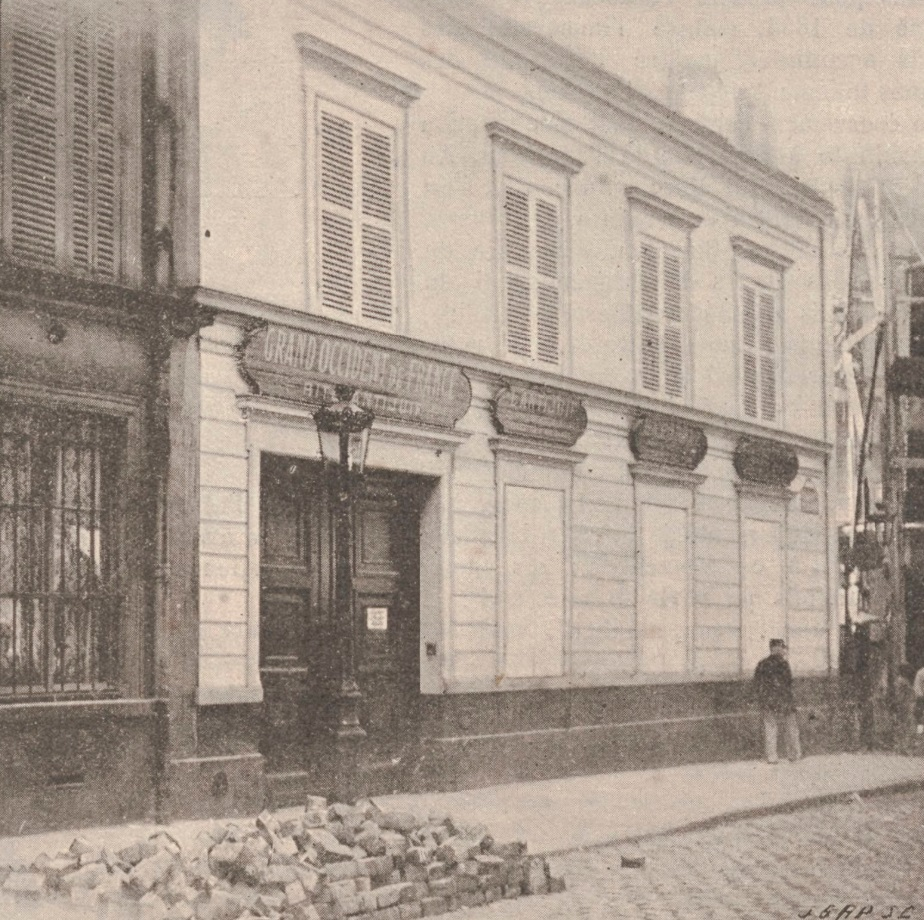
La seu del Grand Occident de France, escenari de l'episodi de "Fort Chabrol" (1899).

El canvi de nom de la lliga va ser oficialitzat per Guérin el 3 mars 1899  .
A l'agost, mentre una gran campanya va aplegar als líders reialistes, nacionalistes i antisemites del moviment anti-Dreyfus, amb vistes al judici per conspiració davant l'Alt Tribunal, es va intentar detenir en Jules Guérin es va resistir a la seva detenció, tancant-se amb diversos membres a la seu de el GOF durant un mes i mig. Aquest esdeveniment, que va rebre una considerable cobertura mediàtica en aquells moments, sovint es coneix com l'afer "Fort Chabrol". Detingut el 20 setembre, Jules Guérin va ser condemnat el gener del 1900 a una pena de 10 anys de presó, commutada per desterrament el 14 de juliol del 1901. En la seva absència, va ser substituït pel seu germà, Louis Guérin, al capdavant del GOF  .
Encara president d'honor de la Lliga, Drumont, encoratjat per certs col·laboradors propers (Méry, Devos i Boisandré), va aprofitar la situació per fundar, el 3 juliol 1901, el "Comitè nacional antijueu", destinat a captar donacions per a les eleccions legislatives de l'any següent. Un altre grup competidor, el Partit Nacional Antijueu, havia sorgit dos mesos abans, però el seu líder, Dubuc, va discrepar de Drumont i es va posar del costat de Guérin. Després d'una tensa reunió a Bernay, l'1 de desembre de 1901, Drumont i els seus col·laboradors van dimitir del GOF [1] .
Privada del seu líder, minada per les dissensions internes i afectada per les revelacions publicades per antics membres i aliats, la lliga va anar decaient. Va desaparèixer definitivament l'any 1903, marcat per l'abandonament del local de la rue de Chabrol , i pel cessament de la publicació La Tribune française, diari que havia substituit L'Antijuif l'any 1902 i el darrer número del qual va aparèixer el 25 setembre  .
Més tard, els activistes d'extrema dreta reutilitzarien el nom de Gran Occident de França. Així, el col·laborador de La Libre Parole de Drumont, Lucien Pemjean, va dirigir, entre el 1934 i el 1939, un diari mensual titulat Le Grand Occident, òrgan de propaganda i acció contra la judeo-maçoneria , en el qual hi col·labora un antic membre del GOF de Jules Guérin, Albert Monniot  .

## Membres destacats
| - Paul Baranton - Charles Bernard - Plantilla:Lien par élément (démissionnaire en 1901) - Eugénie Buffet - Plantilla:Lien par élément - Édouard Drumont (président d'honneur, démissionnaire en 1901) - Plantilla:Lien par élément - Plantilla:Lien par élément - Plantilla:Lien par élément - Ludovic Gervaize - Jules Girard - Jules Guérin (délégué général) | - Plantilla:Lien par élément - Léon Hayard - Plantilla:Lien par élément - Plantilla:Lien par élément - Joseph Lasies - Plantilla:Lien par élément - Plantilla:Lien par élément - Dr Plantilla:Lien par élément - Plantilla:Lien par élément - Plantilla:Lien par élément - Raoul Mayence (exclu en Plantilla:Date-) - Plantilla:Lien par élément | - Lucien Millevoye - Albert Monniot (démissionnaire en 1901) - Georges et/ou Henri Otto (exclu en Plantilla:Date-) - Gabriel Pélin - Max Régis (exclu à l'automne 1900) - Plantilla:Lien par élément - Émile de Saint-Auban - Léon Sault - Plantilla:Lien par élément (exclu en Plantilla:Date-) - Henri Vernier (démissionnaire en 1901) - Raphaël Viau (démissionnaire en 1901) - Bob Walter |

### Obres d'historiador
- Pierre Birnbaum. Le Moment antisémite. Fayard, 1998, p. 399. ISBN 2-213-60227-1..
- Bertrand Joly «Les royalistes et l'affaire Dreyfus» (sur Gallica). Revue historique, avril-juin 1983, pàg. 347-349..
- Bertrand Joly «Les antidreyfusards avant Dreyfus» (sur Gallica). Revue d'histoire moderne et contemporaine, 39, avril-juin 1992, pàg. 213-214..
- Bertrand Joly. Dictionnaire biographique et géographique du nationalisme français (1880-1900). Honoré Champion, 2005, p. 19 (Champion classiques). ISBN 2-7453-1241-3..
- Bertrand Joly. Nationalistes et conservateurs en France : 1885-1902. Les Indes savantes, 2008, p. 267-268. ISBN 978-2-84654-130-5..
- Grégoire Kauffmann. Édouard Drumont. Perrin, 2008, p. 336-337 et 405-406. ISBN 978-2-262-02399-7..

### Documents i testimonis
- Jules Guérin. Les Trafiquants de l'antisémitisme. Félix Juven, 1905, p. Plantilla:Passim..
- Raphaël Viau. Vingt ans d'antisémitisme (1889-1909). Fasquelle, 1910, p. 384.